# Heinkel He 219
L'Heinkel He 219 "Uhu" era un caccia notturno bimotore ad ala medio-alta prodotto dall'azienda tedesca Heinkel Flugzeugwerke AG negli anni quaranta.
Utilizzato dai reparti Nachtjagdgeschwader (NJG) della Luftwaffe nelle ultime fasi della seconda guerra mondiale, fu considerato una macchina eccezionale per le sue qualità belliche e per le sue grandi prestazioni. Riuniva in sé manovrabilità (rispetto alla sua classe di velivoli), un'alta velocità, un eccellente radar di bordo e la potenza di fuoco di sei cannoni da 20 millimetri o sei cannoni da 30 e due da 20 millimetri. Fu, inoltre, il primo ad adottare seggiolini eiettabili. L'Uhu era il caccia notturno che avrebbe dovuto contrastare il de Havilland DH.98 Mosquito della Royal Air Force.

## Storia del progetto
Nell'estate 1940 la Heinkel stava sviluppando il progetto di un velivolo multiruolo innovativo, il P.1060, caratterizzato da cabina di pilotaggio stretta, carrello d'atterraggio triciclo anteriore ed armamento difensivo controllato in remoto. Benché introducesse caratteristiche che sarebbero state adottate solo qualche anno più tardi, l'RLM bocciò il progetto ritenendolo troppo innovativo.
I bombardamenti notturni della Royal Air Force andavano contrastati con appositi caccia. La Heinkel decise quindi un ulteriore sviluppo del suo precedente modello.
L'armamento era costituito da 6 MG 151/20, cannoni automatici da 20 mm, 4 nella fusoliera più altri due nelle radici alari, più (in seguito) altri due MK 108 da 30 mm orientati obliquamente di 65° rispetto all'asse del velivolo. Questo sistema veniva chiamato "Schräge Musik" - musica strana in tedesco, come a quei tempi veniva denominata la musica "jazz", e che davano all'He 219 la possibilità di colpire i quadrimotori avversari anche con un semplice passaggio sotto (le postazioni di difesa dei bombardieri alleati coprivano poco la parte inferiore del velivolo).
Furono rese operative anche diverse versioni con altre soluzioni di armamento. La versione A-7, ad esempio, aveva 6 cannoni da 30 mm e 2 da 20 mm.
Tuttavia, nelle crescente confusione organizzativa del Terzo Reich, le priorità cambiarono più volte, non sempre privilegiando scelte tecnico/logistiche lineari. I rappresentanti della Messerschmitt, della Junkers e della Dornier riuscirono a persuadere il maresciallo dell'aria Hermann Goering a continuare ad ordinare modelli di Messerschmitt Bf 110, Junkers Ju 88 e Dornier Do 17 convertiti in caccia notturni, piuttosto che esemplari dell'Heinkel. Non è dato di sapere quanto nei processi decisionali contassero amicizie personali o la corruzione.>
Fu il primo aereo della seconda guerra mondiale ad utilizzare il sistema di espulsione del pilota. Altre novità (per la Luftwaffe) erano il carrello a triciclo anteriore, l'abitacolo pressurizzato, torrette telecomandate.
Il programma di produzione, a causa di problemi burocratici e (forse) del favoritismo accordato alle ditte Messerschmitt e Junkers per la fornitura di caccia notturni, fu bloccato e riavviato più volte. Alla fine furono costruiti solo 268 He 219.
Probabilmente se gli He219 fossero entrati nel conflitto senza ritardi burocratici,questi aerei avrebbero potuto dare un supporto determinante alla luftwaffe 

## Impiego operativo
Lo He 219 fu operativo dall'aprile 1943 con lo stormo da caccia notturna NJG-1 e compì subito diverse missioni di successo, grazie ad un sistema radar molto efficace e ad un armamento estremamente pesante contro i quadrimotori alleati. In dieci giorni di operazioni, i piloti tedeschi abbatterono più di venti bombardieri, tra i quali sei Mosquito. Quest'ultimo fatto è particolarmente sorprendente perché il wooden wonder era considerato pressoché invincibile e irraggiungibile dalla caccia notturna tedesca. Tuttavia non esistono conferme inglesi della perdita di sei Mosquito in quei giorni.
Secondo Smith and Kay, invece, la prima azione in combattimento si deve al maggiore Werner Streib che ai comandi del prototipo V9 s'alzò nella notte del 12 giugno 1943. Durante la missione attaccò uno Squadrone della RAF, abbattendo 5 Lancaster fra le 1:05 e le 2:22 (cfr Chef für Ausz. und Dizsiplin Luftwaffen-Personalamt L.P. [A] V Films, Film C. 2027/I", Bundesarchiv/Militaerarchiv, Freiburg), distruggendo poi il velivolo in fase di atterraggio.

## Utilizzatori
Germania
- Luftwaffe

## Esemplari attualmente esistenti
Sopravvive un unico He 219, l'esemplare requisito dall'United States Army Air Forces alla fine della seconda guerra mondiale ed utilizzato per alcune prove di volo comparative con l'immatricolazione provvisoria FE-614. Alla fine del ciclo di test il velivolo fu donato allo Smithsonian Institution ed esposto presso il Steven F. Udvar-Hazy Center (38.91091777809996, -77.44463018325183). Nel 2009 era visibile solo la fusoliera completa degli impennaggi mentre ali e motori erano in fase di restauro.